# Магомедов, Муртазали
Муртазали Мухаммад Магомедов (авар. Муртазали Мухӏаммад Мухӏаммадов; 1972, Телетль, Советский район, Дагестанская АССР — 3 октября 2009, Новый Чиркей) — исламский учёный-богослов, преподаватель, доктор наук в области основ фикха, салафитский шейх.
Получил исламское образование в Дагестане, Сирии и Судане. Был первым и единственным при его жизни доктором шариатских наук на всем постсоветском пространстве. Преподавал в сирийских университетах, в середине 2000-х вернулся в Дагестан и занялся просветительской деятельностью, преподавал в учебных заведениях, читал лекции и проповеди в мечетях. Был убит в результате вооружённого нападения в 2009 году, следствие не сумело определить и найти убийц. В убийстве подозреваются сотрудники российских силовых структур.

## Биография

### Становление
Муртазали Магомедов родился в аварском селении Телетль ныне Шамильского района Дагестана. Получил начальное исламское образование в родном селе.
В 1987 году окончил с отличием сельскую среднюю школу. После поступил на Исламский факультет имени Имама Шамиля в Кизилюрте, где изучал грамматику арабского языка.
С 1991 года был одним из первых мусульман развалившегося СССР, поехавших для обучения в Сирию, исламским наукам в Дамаске, где сначала окончил факультет арабского языка в 1993 году, затем — факультет исламского призыва в 1997 году.
Поступил на факультет Шариата и шариатских прав в отделе аспирантуры при дамасском филиале университета Умму Дарман аль-Исламия в Судане. Одновременно поступил на факультет «Фикх аль-Мукарум» в том же университете и оканчивает его в 1998 году с отличием. Учился также в отделе юриспруденции на том же факультете и окончил его в 1999 году.
После 15 лет учёбы в итоге защитил докторскую диссертацию по шариатским наукам.
Кроме того, он обучался у таких крупных учёных современной Сирии, как Нуруддин Итр и Мустафа аль-Буга. Некоторые из них, как например, аль-Буга, под руководством которого Муртазали написал докторскую, в своих рецензиях на книги Муртазали очень хорошо о нем отзывались, как об исламском учёном и специалисте по фикху и хадисам. 

### Деятельность
Преподавал в дамасском университете Абу-Нур. Учиться к нему приезжал и его дядя Алиасхаб Кебеков. В середине 2000-х годов вернулся в Дагестан, где также занялся преподаванием. Устраивал семинары для имамов мечетей, давал уроки в исламских вузах, встречался с людьми и отвечал на их вопросы. Преподавал в исламском институте имени Имама Шамиля в Кизилюрте и исламском институте имени Имама аш-Шафии в Махачкале. Занимался строительством мечети и исламского учебного заведения.

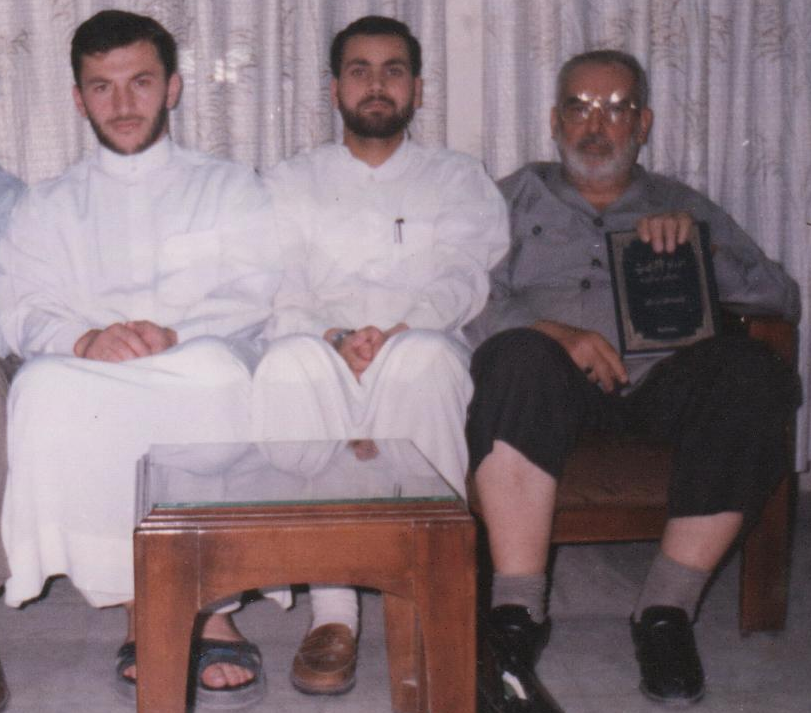
Муртазали (слева) с шейхом Мустафа аль-Хан в его доме в Дамаске

С 2005 по 2008 год в Дамаске были выпущены несколько трудов Муртазали на арабском языке с описанием основ шариата. Каждая книга содержала около 800 страниц.
В последние месяцы жизни читал хутбы в «зелёной» мечети Буйнакска.

### Убийство
Муртазали был убит около 22:30 в субботу 3 октября на трассе Кизилюрт-Махачкала около села Ново-Чиркей в Дагестане. Ему было 37 лет. Обстрел машины вёлся из проезжего автомобиля. В результате обстрела он скончался на месте от полученных ранений, в него попали три разрывные пули. Инцидент случился, когда Муртазали ехал домой в селение Комсомольское Кизилюртовского района из Махачкалы для посещения больного родственника. Обстрелянную машину заметили водители проезжающего автотранспорта, которые вызвали милицию и родственников. Убийц в итоге не нашли.
По данным «Новой газеты», убийство стало результатом действий правоохранительных органов, о причастности к этому силовиков заявлял и житель Комсомольского. На следующий день после смерти Муртазали кавказские моджахеды опубликовали на сайте «Кавказ-центр» заявление, что за убийством стоит ФСБ. 
Журналист Максим Шевченко, лично знакомый с Муртазали, комментируя убийство высказал версию о том, что «убийцы хотят заставить последователей чиркейского тариката и умеренных салафитов вступить на путь взаимного мщения и развязать в Дагестане неуправляемый кровавый хаос». Убийство не получило резонанса в среде федеральных СМИ и правозащитников.
По оценке «Новой газеты», убийство Муртазали Магомедова привело к серьёзным последствиям в Дагестане. Дядей Муртазали был Алиасхаб Кебеков, будущий амир Имарата Кавказ, ушедший в вооружённое подполье из-за убийства племянника, по той же причине ушёл в «лес» другой будущий лидер моджахедов Магомед Сулейманов. В качестве мести за Муртазали некоторыми рассматривалось убийство суфийского шейха Сиражутдина Хурикского.

## Взгляды
Считался одним из известнейших и авторитетнейших исламских богословов России. Занимался сдерживанием молодых мусульман от ухода в вооружённое исламское подполье. Провластный российский исламовед Роман Силантьев заявлял, что Муртазали был «одним из идеологов террористического подполья и оправдывал расправы над правоохранителями».
Муртазали был родом из суфийского села, но после получения образования он не причислял себя к шазилийскому тарикату. По мнению журналиста Максима Шевченко, его взгляды были близки к идеям лидера «умеренных» салафитов Ахмад-кади Ахтаева. Открыто поднимал тему джихада и критиковал нововведения в исламе. В последние периоды жизни подвергся критике от Муфтията Дагестана, представители которого навесили на него ярлык «ваххабита».
Шейх Муртазали в своих лекциях касался личности Ибн Теймии, говоря, что его доводы были настолько убедительны, что они пригодны для борьбы с противниками ислама и на сегодняшний день, но при этом Муртазали не подтверждал его безоговорочный авторитет как правоведа.

## Дипломы и сертификаты
- Диплом исламского института при университете Абу Нур в Дамаске
- Лицензиат по арабскому языку и исламским наукам факультета исламского призыва. Дамасский филиал.
- Диплом о высшем образовании в области «фикх аль-Мукаррам» факультета шариата и шариатских прав в отделе аспирантуры при университете «Умму дарман аль-Исламия».
- Магистратура в области шариата и шариатских прав из университета «Умму дарман аль-Исламия» в Республике Судан. Специализация: юриспруденция. Отличие.
- Докторская степень в области шариата и шариатсих прав из университета «Умму дарман аль-Исламия» в Республике Судан. Специализация: юриспруденция. Отличие.

## Семья
Было две жены и пятеро детей — 2 девочки и 3 мальчика, на момент убийства несовершеннолетние.